# Jorge Daniel Benítez
Jorge Daniel Benítez Guillén (n. 2 de septiembre de 1992, Asunción, Paraguay), es un futbolista paraguayo, juega de centro delantero y su actual equipo es Club Sportivo Luqueño de la Primera División Paraguaya.
Benítez ha sido internacional con la Selección de Paraguay desde mediados de 2014.
En varias oportunidades ha manifestado que a los jugadores que más idolatra son sus compatriotas Roque Santa Cruz y Nelson Haedo Valdez, con quien justamente pudiera compartir algunos minutos de juego formando la dupla de ataque en el centésimo partido de Roque con la Selección de Paraguay.

## Trayectoria

### Primera temporada en guaraní
Benítez hizo su primera aparición profesional para Club Guaraní de la Primera División de Paraguay el 30 de mayo de 2010 contra Club Olimpia. Ingreso en el minuto 10 por una lesión partido donde fue  expulsado a los 60 minutos partido q guaraní perdería 3 a 0 vs Libertad de paraguay

### Préstamo a Rubio Ñu
Después de recibir poco tiempo de juego en Club Guaraní, Benítez hizo el movimiento al Club Rubio Ñu en 2013. Él anotó su primer gol el 2 de marzo de 2013 contra el Club Olimpia. Su meta llegando a los 74 minutos para ayudar a que el partido termina 1-1.

### De vuelta en Guaraní
Benítez volvió a Guaraní antes del Torneo Clausura 2013. Anotó su primer gol para el club en su primer partido en 8 de agosto de 2013 contra Oriente Petrolero en la Copa Sudamericana. Él entró como sustituto 78 minutos y anotó en el minuto 93 para dar a Guaraní una victoria de 4-1.  Él anotó su primer doble para el club el 6 de junio de 2014 en la Liga ante el Cerro Porteño. Su primer gol llegó en el primero minuto, mientras que su segundo llegó en el minuto 50 como Guaraní sacó el partido 5-5.

### Olympiacos
El 18 de agosto de 2014 Benítez fue firmado por el Olympiakos FC 3,4 M €, con un 15% de los derechos económicos retenidos por su antiguo club del Club Guaraní. En su primera temporada en el club, que no jugó tanto como él pensó que lo haría. Sin embargo, mostró algunas de sus habilidades envidiables anotar algunos goles muy bonitos.

### Cruz Azul
El 26 de julio de 2015, Jorge 'Conejo' Benítez, viajó a la Ciudad de México para firmar contrato y conocer su nuevo club el Cruz Azul. Durante su primer torneo no tuvo el rendimiento esperado debido a conflictos con el entonces entrenador cementero Sergio Bueno, pero tras las salida de Bueno y la llegada de Tomás Boy al banquillo celeste, el "Cone" tuvo la oportunidad deseada llegando a marcar dos goles y ser titular regularmente. En el Clausura 2016 Benítez fue titular en la mayoría de los partidos de Liga llegando a marcar nueve goles en el torneo regular y tres tantos más en la Copa Corona MX, por desgracia aún con la buena cantidad de goles que marcó no fue suficiente para que Cruz Azul accediera a la liguilla, llegando así a no acceder a esta fase durante 4 torneos consecutivos.
El 13 de febrero de 2016 el Cruz Azul anunció la compra del guaraní por 4 millones de Euros, asegurando al jugador paraguayo por 3 años o lo que es lo mismo, 6 temporadas con el conjunto celeste.

### Monterrey
El 7 de mayo de 2017 se oficializa su fichaje al Monterrey, jugando la temporada 2017-18 y anotando 6 goles. Fue campeón de la Copa MX Apertura 2017 (en este torneo anotó un golazo frente a los Pumas).

### Cerro Porteño
Tras su salida del Monterrey, Benítez regresa a Paraguay para jugar por Cerro Porteño. Disputó 42 partidos y anotó 14 goles.

### Sol de América
En septiembre de 2020 Benítez llega con el Sol de América, donde jugaría por un semestre.

### Deportes La Serena
En abril de 2021 fue anunciado como nuevo jugador de Deportes La Serena de Chile. Disputó 20 partidos y anotó 5 goles.

### Veraguas United FC
El 17 de marzo de 2022 fue presentado como nuevo jugador del Veraguas United FC de Panamá.

## Clubes
| Club                  | País          | Año           | Partidos | Goles | Asist |
| --------------------- | ------------- | ------------- | -------- | ----- | ----- |
| Guaraní               | Paraguay      | 2010 - 2012   | 0        | 0     | 0     |
| Rubio Ñu              | Paraguay      | 2013          | -        | -     | -     |
| Guaraní               | Paraguay      | 2013 - 2014   | 3        | 2     | 0     |
| Olympiacos            | Grecia        | 2014 - 2015   | 27       | 9     | 2     |
| Cruz Azul             | México        | 2015 - 2017   | 72       | 23    | 9     |
| Monterrey             | México        | 2017 - 2018   | 34       | 6     | 1     |
| Cerro Porteño         | Paraguay      | 2018 - 2020   | 42       | 14    | 1     |
| Sol de América        | Paraguay      | 2020          | 7        | 2     | 0     |
| Deportes La Serena    | Chile         | 2021          | 19       | 4     | 2     |
| Veraguas United       | Panamá        | 2022          | 7        | 3     | 0     |
| CA Platense           | Argentina     | 2022          | 14       | 3     | 1     |
| CA Colón              | Argentina     | 2023          | 27       | 4     | 0     |
| Club Sportivo Luqueño | Paraguay      | 2024          | 20       | 4     | 1     |
| Total Carrera         | Total Carrera | Total Carrera | 272      | 74    | 17    |

### Goles en la Copa Libertadores
| Resultados | Resultados | Resultados | Resultados           | Lugar    | Estadio                      | Fecha                | Temporada | Gol(es) |
| ---------- | ---------- | ---------- | -------------------- | -------- | ---------------------------- | -------------------- | --------- | ------- |
| Guaraní    | 2          | 3          | Universidad de Chile | Asunción | Estadio Defensores del Chaco | 6 de febrero de 2014 | 2014      | 1 gol   |

### Goles en la Copa Sudamericana
| Resultados | Resultados | Resultados | Resultados        | Lugar                   | Estadio                         | Fecha               | Temporada | Gol(es) |
| ---------- | ---------- | ---------- | ----------------- | ----------------------- | ------------------------------- | ------------------- | --------- | ------- |
| Guaraní    | 4          | 1          | Oriente Petrolero | Santa Cruz de la Sierra | Estadio Ramón Tahuichi Aguilera | 8 de agosto de 2013 | 2013      | 1 gol   |

## Selección nacional
Jorge Benítez fue convocado a la Selección paraguaya por primera vez en mayo de 2014. Su debut oficial con la Albirroja se produjo días más tarde, el domingo 1 de junio, en un encuentro amistoso llevado a cabo en Niza contra nada menos que la Selección de Francia.
El 7 de septiembre del mismo año juega su segundo partido con la selección en un encuentro amistoso contra Emiratos Árabes Unidos que finalmente concluiría con un empate a cero.
Su primer gol con Paraguay llegaría casi exactamente un año después de su última convocatoria, el 5 de septiembre de 2015, en otro partido amistoso disputado contra la Selección de Chile en Santiago. Benítez se adjudicaría el segundo tanto de Paraguay con un soberbio remate de cabeza.

### Goles en la selección
| Goles con la Selección de Paraguay | Goles con la Selección de Paraguay | Goles con la Selección de Paraguay | Goles con la Selección de Paraguay | Goles con la Selección de Paraguay | Goles con la Selección de Paraguay | Goles con la Selección de Paraguay | Goles con la Selección de Paraguay | Goles con la Selección de Paraguay |
| Resultados                         | Resultados                         | Resultados                         | Resultados                         | Lugar                              | Estadio                            | Fecha                              | Tipo                               | Goles                              |
| ---------------------------------- | ---------------------------------- | ---------------------------------- | ---------------------------------- | ---------------------------------- | ---------------------------------- | ---------------------------------- | ---------------------------------- | ---------------------------------- |
| Paraguay                           | 2                                  | 3                                  | Chile                              | Santiago                           | Estadio Nacional de Chile          | 5 de septiembre de 2015            | Amistoso                           | 1 gol                              |

Para un total de 1 gol.

## Estadísticas
| Club Guaraní Paraguay       |               |     |    |    |    |    |    |     |    |  |  |  |  |  |  |
| 2010                        | 5             | 0   | 0  | 0  | 0  | 0  | 5  | 0   |    |  |  |  |  |  |  |
| 2011                        | 5             | 0   | 0  | 0  | 0  | 0  | 5  | 0   |    |  |  |  |  |  |  |
| 2012                        | 5             | 0   | 0  | 0  | 0  | 0  | 5  | 0   |    |  |  |  |  |  |  |
| Total                       | 15            | 0   | 0  | 0  | 0  | 0  | 15 | 0   |    |  |  |  |  |  |  |
| Rubio Ñu Paraguay           |               |     |    |    |    |    |    |     |    |  |  |  |  |  |  |
| 2013                        | 16            | 2   | -  | -  | -  | -  | 16 | 2   |    |  |  |  |  |  |  |
| Total                       | 16            | 2   | -  | -  | 0  | 0  | 16 | 2   |    |  |  |  |  |  |  |
| Club Guaraní Paraguay       |               |     |    |    |    |    |    |     |    |  |  |  |  |  |  |
| 2013                        | 17            | 3   | 0  | 0  | 2  | 1  | 19 | 4   |    |  |  |  |  |  |  |
| 2014                        | 21            | 17  | 0  | 0  | 1  | 1  | 22 | 18  |    |  |  |  |  |  |  |
| Total                       | 38            | 20  | 0  | 0  | 3  | 2  | 41 | 22  |    |  |  |  |  |  |  |
| Olympiacos · Grecia         |               |     |    |    |    |    |    |     |    |  |  |  |  |  |  |
| 2014/15                     | 21            | 6   | 5  | 3  | 1  | 0  | 27 | 9   |    |  |  |  |  |  |  |
| Total                       | 21            | 6   | 5  | 3  | 1  | 0  | 27 | 9   |    |  |  |  |  |  |  |
| Cruz Azul FC · México       | 2015/16       | 25  | 11 | 6  | 2  | 0  | 0  | 31  | 13 |  |  |  |  |  |  |
| Cruz Azul FC · México       | 2016/17       | 31  | 7  | 10 | 3  | 0  | 0  | 41  | 10 |  |  |  |  |  |  |
| Cruz Azul FC · México       | Total         | 56  | 18 | 16 | 5  | 0  | 0  | 72  | 23 |  |  |  |  |  |  |
| CF Monterrey · México       |               |     |    |    |    |    |    |     |    |  |  |  |  |  |  |
| 2017/18                     | 22            | 1   | 12 | 5  | 0  | 0  | 34 | 6   |    |  |  |  |  |  |  |
| Total                       | 22            | 1   | 12 | 5  | 0  | 0  | 34 | 6   |    |  |  |  |  |  |  |
| Cerro Porteño Paraguay      |               |     |    |    |    |    |    |     |    |  |  |  |  |  |  |
| 2019                        | 14            | 7   | 0  | 0  | 3  | 0  | 17 | 7   |    |  |  |  |  |  |  |
| 2020                        | 4             | 1   | 0  | 0  | 4  | 0  | 8  | 1   |    |  |  |  |  |  |  |
| Total                       | 18            | 8   | 0  | 0  | 7  | 0  | 25 | 8   |    |  |  |  |  |  |  |
| Sol de América Paraguay     |               |     |    |    |    |    |    |     |    |  |  |  |  |  |  |
| 2020                        | 6             | 2   | 0  | 0  | 1  | 0  | 7  | 1   |    |  |  |  |  |  |  |
| Total                       | 6             | 2   | 0  | 0  | 1  | 0  | 7  | 1   |    |  |  |  |  |  |  |
| Deportes La Serena · Chile  |               |     |    |    |    |    |    |     |    |  |  |  |  |  |  |
| 2021                        | 17            | 4   | 3  | 1  | 0  | 0  | 20 | 5   |    |  |  |  |  |  |  |
| Total                       | 17            | 4   | 3  | 1  | 0  | 0  | 20 | 5   |    |  |  |  |  |  |  |
| Veraguas United FC · Panamá |               |     |    |    |    |    |    |     |    |  |  |  |  |  |  |
| 2022                        | 7             | 3   | 0  | 0  | 0  | 0  | 7  | 3   |    |  |  |  |  |  |  |
| Total                       | 7             | 3   | 0  | 0  | 0  | 0  | 7  | 3   |    |  |  |  |  |  |  |
| Platense Argentina          |               |     |    |    |    |    |    |     |    |  |  |  |  |  |  |
| 2022                        | 14            | 3   | -  | -  | -  | -  | 14 | 3   |    |  |  |  |  |  |  |
| Total                       | 14            | 3   | -  | -  | -  | -  | 14 | 3   |    |  |  |  |  |  |  |
| Colón Argentina             |               |     |    |    |    |    |    |     |    |  |  |  |  |  |  |
| 2023                        | 13            | 2   | 14 | 2  | -  | -  | 27 | 4   |    |  |  |  |  |  |  |
| Total                       | 13            | 2   | 14 | 2  | -  | -  | 27 | 4   |    |  |  |  |  |  |  |
| Total carrera               | Total carrera | 243 | 69 | 50 | 16 | 12 | 2  | 305 | 87 |  |  |  |  |  |  |
|                             |               |     |    |    |    |    |    |     |    |  |  |  |  |  |  |

## Palmarés

### Campeonatos nacionales
| Título                   | Club          | País   | Año  |
| ------------------------ | ------------- | ------ | ---- |
| Liga de fútbol de Grecia | Olympiakos FC | Grecia | 2015 |
| Copa de Grecia           | Olympiakos FC | Grecia | 2015 |
| Copa MX                  | Monterrey     | México | 2017 |